# Don Diego Mexía, marqués de Leganés (Van Dyck)
Don Diego Mexía, marqués de Leganés es un retrato del general Diego Mexía Felípez de Guzmán, I marqués de Leganés, realizado por el pintor holandés Anton van Dyck. Está realizado en óleo sobre tela y fue pintado hacia 1634. Mide 210 cm de alto y 119 cm de ancho. Actualmente, la obra es propiedad del Museo Nacional de Arte Occidental de Tokio.

## Historia
El retrato fue propiedad de los marqueses de Leganés y luego de sus herederos, los condes de Altamira. A mediados del siglo XIX, fue adquirido por José de Madrazo junto a otras 60 obras de la Galería de Altamira, muchas de ellas reunidas en la colección del I marqués de Leganés que incluía un retrato de su esposa por el propio Van Dyck y obras de Rubens, Tiziano, Velázquez y Caravaggio. Cerca de 1820, Madrazo vendió el retrato y este pasó sucesivamente por herencia a los condes de Grey, de Cowper y, finalmente, a la baronesa Lucas, quien lo subastó en 1922. La obra permaneció en Inglaterra hasta 1987, cuando fue adquirida por el Museo de Arte Occidental de Tokio.
Una copia se encuentra en la colección de la Fundación Banco Santander. Este retrato perteneció a los duques de Medinaceli y luego a la duquesa de Almazán, María Araceli de Silva, quien en 1965 lo vendió al Banco Urquijo que a su vez lo vendió al Banco Santander.